# Henri Maneval
Jean Charles Henri Maneval (Le Chambon-sur-Lignon, 27 mars 1892 - Taulhac-près-le-Puy, 7 juillet 1942) est un instituteur, zoologiste et entomologiste français.

## Biographie
Henri Maneval est instituteur à Chenereilles (Haute-Loire) puis à Taulhac-près-le-Puy, dans le départament de la Haute-Loire.
Naturaliste et entomologiste, Henri Maneval est membre de la Société linnéenne de Lyon, et est un spécialiste des Hyménoptères Proctotrypidae.

## Hommages
La rue Henri-Maneval au Puy-en-Velay, lui rend hommage.
Nicolas Théobald lui a rendu hommage en 1937 par le taxon Pantoclis manevali.
Sinon pour les espèces concernées, consulter la liste générée automatiquement.

## Publications
- 1924, Une aberration remarquable de Grive litorne (Turdus pilaris Linné). Bull. bi-mens. Soc. linn. Lyon, 8 : 67-68.
- 1926, Multiplication anormale d'Orphania denticauda. Bull. bi-mens. Soc. linn. Lyon, 5 : 20.
- 1928, Accident causé par une Morille, Gyromitra esculenta. Bull. bi-mens. Soc. linn. Lyon, (7) : 155.
- 1928, Une abeille nouvelle pour la faune française Anthidium dilobum. Bull. bi-mens. Soc. linn. Lyon, 7